# بوب وودورد
بوب وودورد (بالإنجليزية: Bob Woodward)‏ هو ممثل أمريكي، ولد في 5 مارس 1909 في أوكلاهوما في الولايات المتحدة، وتوفي في 7 فبراير 1972 في غرناطة هيلز ‏ في الولايات المتحدة.

## وصلات خارجية
- بوب وودورد على موقع IMDb (الإنجليزية)
- بوب وودورد على موقع تيرنر كلاسيك موفيز (الإنجليزية)
- بوب وودورد على موقع قاعدة بيانات الفيلم (الإنجليزية)